# تپه گور قلعه
تپه گور قلعه در شهرستان قزوین، بخش طارم سفلی، روستای رزان واقع شده و این اثر در تاریخ ۲ آبان ۱۳۸۲ با شمارهٔ ثبت ۱۰۵۴۹ به‌عنوان یکی از آثار ملی ایران به ثبت رسیده است.